# Макартур, Уильям Сёрлс
Уильям Сёрлc Макартур (англ. William Surles McArthur, Jr.; род. 1951) — американский астронавт-исследователь НАСА. Совершил 4 космических полёта общей продолжительностью 224 суток 22 часа 21 минута 32 секунды. Участвовал в четырёх выходах в открытый космос (общей продолжительностью 24 часа 21 минута).

## Биография
Уильям Макартур родился 26 июля 1951 года в Лоринберге, штат Северная Каролина. После окончания школы в 1969 году, Уильям поступил в Военную Академию США (Вест-Пойнт), которую закончил в 1973 году, получив степень бакалавра прикладных наук и машиностроения.
С 1973 по 1975 год Уильям проходил службу в 82-й воздушно-десантной дивизии на базе Форт-Брэгг в Северной Каролине.
В период с 1975 по 1976 годы Уильям учился в Авиашколе Армии США (англ. U.S. Army Aviation School) в Алабаме. После её окончания, Мак-Артур до 1978 года служил командиром воздушной части в составе 2-й пехотной дивизии на базе армии США в Южной Корее, затем получил назначение в 24-й авиабатальон в Саванне. Служил на должностях командира взвода, заместителя командира батальона, оперативным офицером.
В 1983 году Мак-Артур окончил Технологический институт в Джорджии и получил степень магистра (аэрокосмические исследования).
С 1983 по 1986 год Мак-Артур работал доцентом на факультете механики в Военной академии в Вест-Пойнте.

## Космическая подготовка
В 1987 году Уильям Макартур принимал участие в 12-м наборе в отряд астронавтов, где в числе 117 претендентов прошёл в финал. В феврале, в составе 1-й группы кандидатов, проходил собеседование и медицинское обследование в Космическом центре им. Джонсона (англ. Johnson Space Center) в Хьюстоне, но отобран не был.
В январе 1990 года Макартур был зачислен в отряд астронавтов НАСА в составе 13-го набора в качестве специалиста полёта. Прошёл полный курс ОКП, по окончании получив квалификацию специалиста полёта и назначение в отдел астронавтов НАСА.

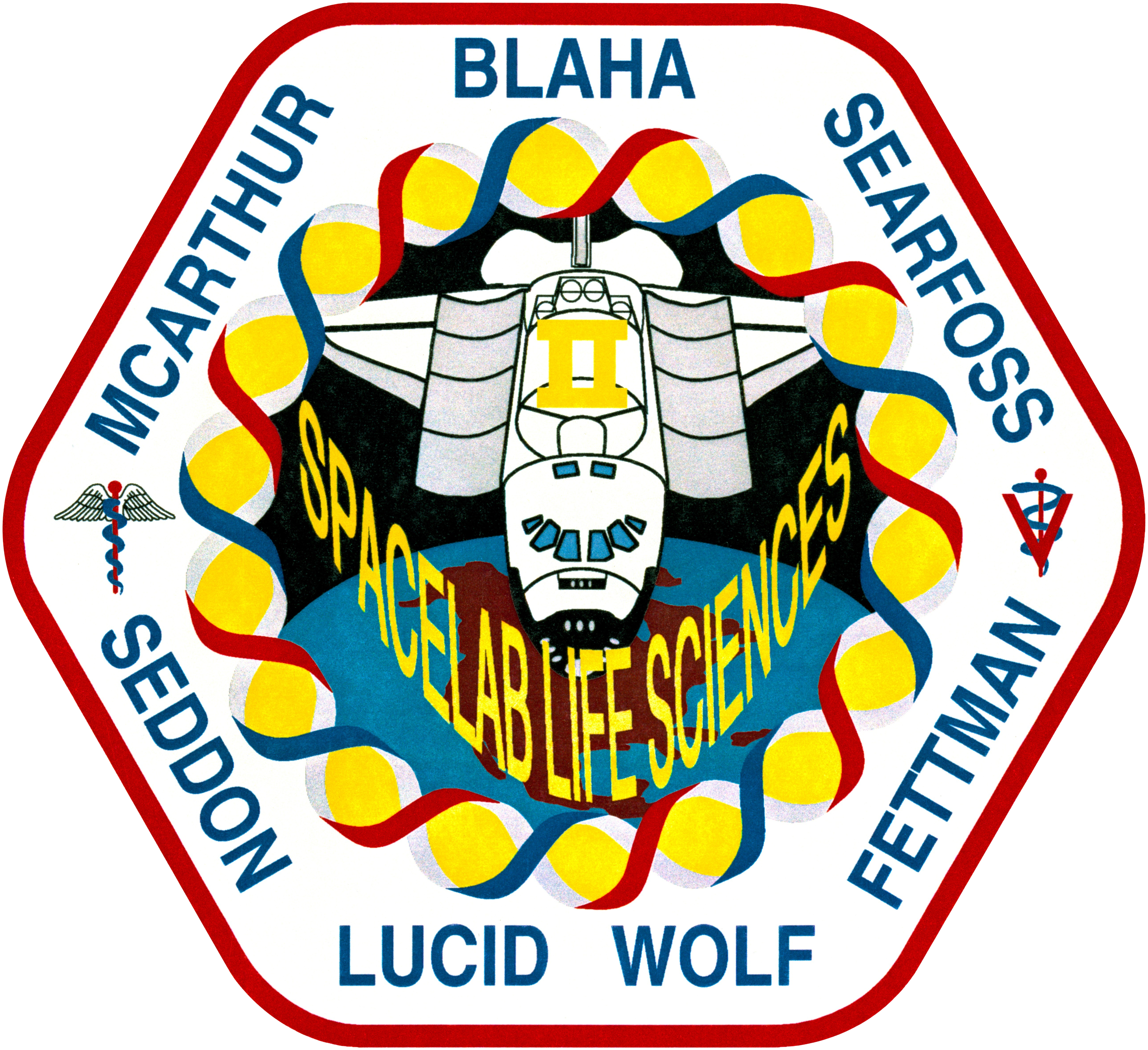
Колумбия STS-58

За время службы в НАСА занимал различные должности: был начальником отделения обеспечивания полётов, возглавлял предстартовую подготовку шаттлов. Был координатором НАСА в Центре подготовки космонавтов (ЦПК) им. Ю. А. Гагарина.
В марте 2007 года Макартур был переведён в категорию астронавтов-менеджеров и направлен на работу в отдел обеспечения безопасности полёта шаттл в Космическом центре им. Джонсона.

## Первый полёт
Свой первый полёт Уильям Макартур-мл. осуществил в качестве специалиста полёта шаттла «Колумбия» STS-58С в период с 18 октября по 1 ноября 1993 года. Продолжительность полёта составила 14 суток 00 часов 13 минут 32 секунды.

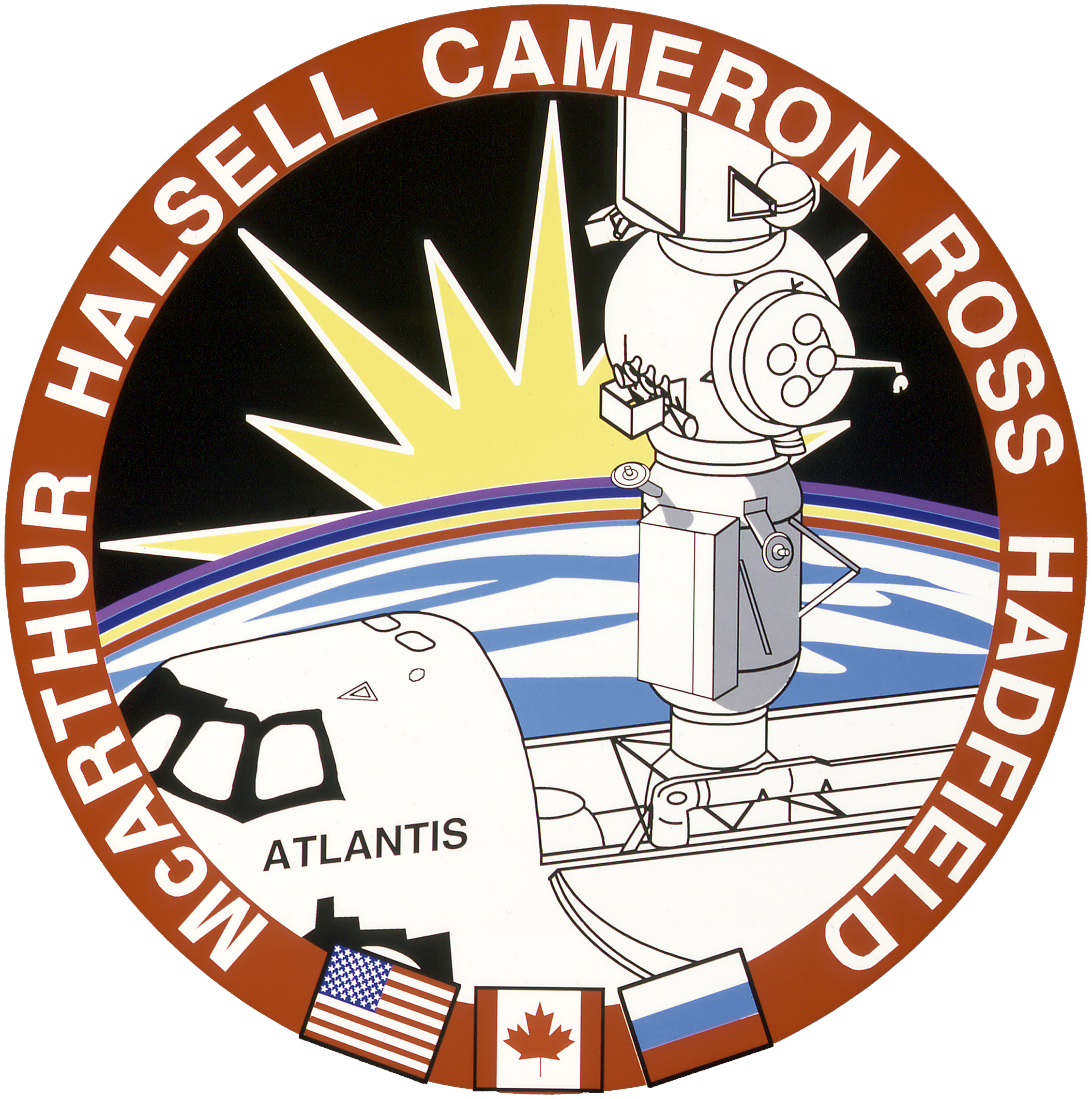
Атлантис STS-74

## Второй полёт
С 12 по 20 ноября 1995 года в качестве специалиста полёта шаттла «Атлантис» STS-74, по программе «Спейс шаттл», Макартур совершил второй полёт (целью экспедиции являлась доставка стыковочного модуля до станции «Мир»), продолжительностью 8 суток 4 часа 31 минута 42 секунды.

Дискавери STS-92

## Третий полёт
9 июня 1997 года Макартур был назначен в экипаж STS-92. И в октябре (с 11 по 24) 2000 года Макартур совершил свой третий космический полёт в качестве специалиста полёта шаттла Дискавери STS-92.
Во время полёта Уильям выполнил два выхода в открытый космос:
- 15 октября — продолжительностью 6 часов 28 минут;
- 17 октября — продолжительностью 6 часов 48 минут.

Оба выхода проходили на пару с Лероем Чиао.
Общая продолжительность полёта для Макартура составила 12 суток 21 час 43 минуты 47 секунд.

## Четвёртый полёт
В марте 2001 года Макартур был назначен в основной экипаж 8-й экспедиции на МКС (МКС-8) в качестве бортинженера-2 вместе с Майклом Фоулом и Валерием Токаревым. Однако после катастрофы шаттла Колумбия экипажи МКС были сокращены до двух человек, что вызвало необходимость переформирования уже заявленных экипажей.
В феврале 2003 года Макартур был назначен командиром дублирующего экипажа 8-й экспедиции и основного экипажа 9-й экспедиции (МКС-9). В обоих случаях вместе с Валерием Токаревым. Однако в январе 2004 года у российских врачей возникли претензии к здоровью Уильяма, вследствие чего он был выведен из экипажа, и на его место 13 января 2004 года был назначен Лерой Чиао, который начал готовиться в экипаже с Токаревым.
28 января 2004 года было принято решение перевести Уильяма Макартура вместе с Валерием Токаревым в дублирующий экипаж 10-й экспедиции (МКС-10) и в основной экипаж 12-й экспедиции (МКС-12). 14 сентября 2005 года Мак-Артур и Токарев были утверждены в качестве основного экипажа 12 экспедиции на Международную космическую станцию.

МКС-12

Четвёртый полёт Макартура проходил в период с 1 октября 2005 года по 8 апреля 2006 года в качестве бортинженера корабля «Союз ТМА-7» и командира 12-го основного экипажа МКС, совместно с астронавтом Роскосмоса Валерием Токаревым. При старте на борту находился космический турист Грегори Олсен, при посадке — бортинженер «Союз ТМА-8» Маркус Понтис.
Во время полёта Мак-Артур совершил два выхода в открытый космос:
- 7 ноября 2005 года — продолжительностью 5 часов 22 минуты;
- 4 февраля 2006 года — продолжительностью 5 часов 43 минуты.

Общая продолжительность полёта составила 189 суток 19 часов 52 минуты 32 секунды.

## Личная жизнь
Макартур женат, у него две дочери и трое внуков, любит бегать, фотографировать и работать с персональными компьютерами. Является активным радиолюбителем (позывной KC5ACR). Он проживает в Френдсвуде, штат Техас.

## Награды
Общий налёт Уильяма Макартура составляет свыше 9000 часов. Сейчас он полковник Армии США (с 2001 года — в отставке) и награждён следующими наградами:
- Медаль Министерства обороны США «За отличную службу» (англ. Defense Superior Service Medal);
- Медаль Министерства обороны «За похвальную службу» (англ. Defense Meritorious Service Medal);
- Медаль «За похвальную службу» (англ. Meritorious Service Medal)
- Медаль Армии «За заслуги» (англ. Army Commendation Medal).
- Медалью НАСА «За исключительные заслуги» (англ. NASA Exceptional Service Medal);
- Тремя медалями НАСА «За космический полёт» (англ. NASA Space Flight Medal) в 1993, 1995 и 2000 годах[2].
- Медаль «За заслуги в освоении космоса» (12 апреля 2011 года) — за большой вклад в развитие международного сотрудничества в области пилотируемой космонавтики[4]